# Chimalhuacán
Chimalhuacán je město ve státě Tamaulipas. Leží ve východní části státu México, přičemž na jihozápadě sousedí s hlavním městem země Mexico City. V roce 2020 ve městě žilo 703 215 obyvatel, díky čemuž bylo k témuž roku 23. nejlidnatějším městem v zemi.